# Cleopatra ferruginea
Cleopatra ferruginea é uma espécie de gastrópode da família Thiaridae.
Pode ser encontrada nos seguintes países: Burundi, Egipto, Etiópia, Quénia, Sudão, Tanzânia e Uganda.
Os seus habitats naturais são: rios intermitentes, pântanos e marismas de água doce.